# Eulaema nigrifacies
Eulaema nigrifacies är en biart som först beskrevs av Heinrich Friese 1897.  Eulaema nigrifacies ingår i släktet Eulaema, tribus orkidébin, och familjen långtungebin. Inga underarter finns listade.